# Litouwen op de Olympische Winterspelen 2002
Tijdens de Olympische Winterspelen van 2002, die in Salt Lake City (Verenigde Staten) werden gehouden, nam Litouwen voor de vijfde keer deel.

## Deelnemers en resultaten
(m) = mannen, (v) = vrouwen 

### Biatlon
| Olympiër            | Discipline        | Resultaat | Prestatie                                 |
| ------------------- | ----------------- | --------- | ----------------------------------------- |
| Liutauras Barila    | 10 km sprint (m)  | 82e       | 30.01,4 (+5.10,1) pen.: 5 (2 + 3)         |
| Liutauras Barila    | 20 km (m)         | 62e       | 59.02,3 (+7.59,0) pen.: 4 (0 + 2 + 1 + 1) |
| Diana Rasimovičiūtė | 7,5 km sprint (v) | 66e       | 25.41,4 (+5.00,0) pen.: 3 (2 + 1)         |

### Kunstrijden
| Olympiër                            | Discipline | Resultaat | Prestatie                                             |
| ----------------------------------- | ---------- | --------- | ----------------------------------------------------- |
| Margarita Drobiazko Povilas Vanagas | ijsdansen  | 5e        | 10,0 p. (verpl.1: 5 - verpl.2: 5 - org.: 5 - vrij: 5) |

### Langlaufen
| Olympiër            | Discipline                       | Resultaat | Prestatie                                                       |
| ------------------- | -------------------------------- | --------- | --------------------------------------------------------------- |
| Vadim Gusevas       | sprint (m)                       | 52e       | dnq, kwal.:3.07,25 (+17,18)                                     |
| Vadim Gusevas       | 15 km klassiek (m)               | 59e       | 43.56,2 (+6.48,8)                                               |
| Vadim Gusevas       | 30 km vrije stijl massastart (m) | 63e       | 1:24.26,3 (+12.55,3)                                            |
| Vadim Gusevas       | 50 km klassiek (m)               | 55e       | 2:45.23,0 (+39.02,2)                                            |
| Vadim Gusevas       | achtervolging 10 km+10 km (m)    | 63e       | niet geplaatst vrije stijl (klassiek:29.57,7 + vrije stijl:dnq) |
| Ričardas Panavas    | 15 km klassiek (m)               | 39e       | 40.31,0 (+3.23,6)                                               |
| Ričardas Panavas    | 50 km klassiek (m)               | 43e       | 2:23.56,4 (+17.35,6)                                            |
| Ričardas Panavas    | achtervolging 10 km+10 km (m)    | 47e       | +2.58,2 (klassiek:27.51,9 + vrije stijl:24.56,1)                |
| Vladislavas Zybaila | sprint (m)                       | 52e       | dnq, kwal.:3.07,25 (+17,18)                                     |
| Vladislavas Zybaila | 15 km klassiek (m)               | 52e       | 42.07,9 (+5.00,5)                                               |
| Vladislavas Zybaila | 30 km vrije stijl massastart (m) | 57e       | 1:21.27,1 (+9.56,1)                                             |
| Vladislavas Zybaila | 50 km klassiek (m)               | 50e       | 2:29.27,4 (+23.06,6)                                            |
| Vladislavas Zybaila | achtervolging 10 km+10 km (m)    | 58e       | niet geplaatst vrije stijl (klassiek:29.08,1 + vrije stijl:dnq) |
|                     |                                  |           |                                                                 |
| Irina Terentjeva    | sprint (v)                       | 48e       | dnq, kwal.:3.34,18 (+21,42)                                     |
| Irina Terentjeva    | 15 km vrije stijl massastart (v) | 48e       | 45.45,4 (+5.51,0)                                               |
| Irina Terentjeva    | achtervolging 5 km+5 km (v)      | 63e       | niet geplaatst vrije stijl (klassiek:15.13,5 + vrije stijl:dnq) |

Amerikaanse Maagdeneilanden · Andorra · Argentinië · Armenië · Australië · Azerbeidzjan · België · Bermuda · Bosnië en Herzegovina · Brazilië · Bulgarije · Canada · Chili · China · Chinees Taipei · Costa Rica · Cyprus · Denemarken · Duitsland · Estland · Fiji · Finland · Frankrijk · Georgië · Griekenland · Groot-Brittannië · Hongarije · Hongkong · Ierland · IJsland · India · Iran · Israël · Italië · Jamaica · Japan · Joegoslavië · Kameroen · Kazachstan · Kenia · Kirgizië · Kroatië · Letland · Libanon · Liechtenstein · Litouwen · Macedonië · Mexico · Moldavië · Monaco · Mongolië · Nederland · Nepal · Nieuw-Zeeland · Noorwegen · Oekraïne · Oezbekistan · Oostenrijk · Polen · Roemenië · Rusland · San Marino · Slovenië · Slowakije · Spanje · Tadzjikistan · Thailand · Trinidad en Tobago · Tsjechië · Turkije · Venezuela · Verenigde Staten · Wit-Rusland · Zuid-Afrika · Zuid-Korea · Zweden · Zwitserland

Uitgesloten van deelname: Puerto Rico